# Étienne Barilier
Pour les articles homonymes, voir Barilier.
Ne doit pas être confondu avec Étienne Barillier.
 (mai 2023).
Étienne Barilier, né le 11 octobre 1947 à Payerne, est un écrivain, philosophe et traducteur suisse de langue française. Il est professeur associé à la section de français de la Faculté des lettres de l'Université de Lausanne jusqu'en 2013.

## Biographie
Originaire d'Aclens, fils du pasteur Roger Barilier, Étienne Barilier achève des études classiques à Lausanne par une thèse consacrée à Albert Camus, avant de se vouer entièrement à l'écriture et à la traduction. Peinture, musique, littérature sont au centre de son travail d'essayiste et de romancier. 
Après un premier récit intitulé Orphée publié aux Éditions L'Âge d'Homme en 1971, suivent chez le même éditeur, puis à partir de 1995 aux Éditions Zoé, de nombreux romans, dont Laura, Le chien Tristan, Prague, La créature, Le dixième ciel, Un rêve californien. Étienne Barilier écrit également des essais littéraires et philosophiques (Albert Camus : philosophie et littérature ; Les Petits Camarades : essai sur Sartre et sur Aron ; Ils liront dans mon âme : essai sur l'affaire Dreyfus) ainsi que des ouvrages consacrés à des musiciens (Alban Berg : essai d'interprétation ; Bach : histoire d'un nom dans la musique). Il a également écrit un ouvrage sur le tennis Martina Hingis ou la beauté du jeu. 
Journaliste et chroniqueur, il tient la critique de télévision dans le supplément littéraire du Journal de Genève et livre chaque semaine ses réflexions sur les faits de société dans L'Hebdo. Il est un contributeur régulier à la revue d'art suisse : Artpassions. Il a aussi une importante œuvre de traducteur derrière lui (Dürrenmatt, Hohl, Muschg, Wedekind, Landolfi).
Lauréat de nombreuses distinctions littéraires, dont le prix d'honneur Paris, le Prix Rambert, le Grand Prix de la Fondation vaudoise pour la culture (1987), Le prix de l'Union internationale des éditeurs de langue française, Étienne Barilier reçoit pour son ouvrage Contre le nouvel obscurantisme, qui dénonce les irrationalismes contemporains, le Prix européen de l'essai en 1995. Enfin en 2002, il reçoit le Prix Michel-Dentan 2002 pour L'énigme. En 2008 paraît aux Éditions Zoé La Fête des lumières. En 2011, il reçoit le prix Bibliomedia Suisse 2011 pour son roman Un véronèse.
Le fonds d'archives d'Étienne Barilier se trouve aux Archives littéraires suisses à Berne.

## Publications

### Romans, nouvelles, contes
- Orphée, 1971, Éditions L'Âge d'Homme
- Laura, 1973, 1989, L'Âge d'Homme
- L'incendie du château, 1973, L'Âge d'Homme
- Passion, 1974, 1979, 1992, L'Âge d'Homme
- Une seule vie, 1975, L'Âge d'Homme
- Journal d'une mort, 1977, L'Âge d'Homme
- Le Chien Tristan, 1977, 1993, L'Âge d'Homme (traduction allemande par Klara Obermüller : Nachtgespräche, Zürich 1979)
- Prague, 1979, L'Âge d'Homme
- Le Rapt, 1980, L'Âge d'Homme (coédition Julliard)
- Le Duel, 1983, L'Âge d'Homme
- La Créature, 1984, L'Âge d'Homme (coédition Julliard) /traduction allemande par Ursula Dubois : Die künstliche Geliebte, Zürich 1990)
- Le Dixième Ciel, 1986, L'Âge d'Homme (coédition Julliard), rééd. Zoé 2001
- Musique, 1988, L'Âge d'Homme (coédition de Fallois) (traduction allemande par Markus Hediger : Die Katze Musica, Zürich 1991)
- Une Atlantide, 1989, L'Âge d'Homme
- La Crique des perroquets, conte, 1990, L'Âge d'Homme
- Un rêve californien, 1995, Éditions Zoé
- Les Enfants-loups. Suivi de Jeunesse et liberté ; et de Le cœur et la raison, postface de Claude Reichler, Genève, Zoé, coll. « Minizoé », 1997.
- Le train de la Chomo Lungma, nouvelles, 1999, Zoé
- L'Énigme, 2001, Zoé
- Le vrai Robinson, 2003, Zoé
- Mozart, suivi de Casanova, postface de Manon Bruyère, Genève, Zoé, coll. « Minizoé » 2006.
- Ma seule Étoile est morte, 2006, Zoé
- La fête des lumières, 2008, Zoé
- Un Véronèse, roman, Carouge-Genève, 2010, Zoé
- Piano chinois. Duel autour d'un récital, 2011, Zoé
- Ruiz doit mourir, 2014, Buchet/Chastel
- Les Cheveux de Lucrèce, 2015, Buchet/Chastel
- Dans Khartoum assiégée, 2018, Phébus  (ISBN 978-2-752-91130-8)
- Noor, 2023, Phébus  (ISBN 978-2-752-91350-0)

### Essais
- Albert Camus : Philosophie et littérature, 1977, L'Âge d'Homme
- Alban Berg : essai d'interprétation, 1978, L'Âge d'Homme
- Le Grand Inquisiteur, 1981, L'Âge d'Homme
- Le Banquet, 1984, L'Âge d'Homme
- Les Petits Camarades, sur Sartre et Aron, 1987, L'Âge d'Homme (coédition Julliard)
- Les Trois Anneaux, 1989, L'Âge d'Homme (coédition de Fallois)
- Soyons médiocres, 1989, L'Âge d'Homme
- Un monde irréel : chroniques de télévision, 1989, L'Âge d'Homme
- Les belles fidèles : petit essai sur la traduction, 1990, L'Âge d'Homme
- La Ressemblance humaine, 1991, L'Âge d'Homme
- Contre le nouvel obscurantisme : éloge du progrès, essai, 1995, Zoé (traduction allemande par Ulrich Kunzmann : Gegen den neuen Obskurantismus, Frankfurt a. M., 1999)
- Martina Hingis ou la beauté du jeu, essai, 1997, Zoé
- B-A-C-H, histoire d'un nom dans la musique, essai, 1997, 2003, Zoé
- Après les idéologies, ill. par Martial Leiter, Fondation Vontobel, 2001
- Nous autres civilisations… Amérique, Islam, Europe, 2004, Zoé
- L'ignorantique : l'ordinateur et nous, 2005, Zoé
- La chute dans le bien, 2006, Zoé
- Un train peut en cacher un autre. Zug um Zug, avec Barbara Erni, photographies de Barbara Erni, textes d'Etienne Barilier (fr./all.), Sullens, Barbara Erni, 2007.
- Ils liront dans mon âme : les écrivains face à Dreyfus, 2008, Zoé
- Francesco Borromini. Le mystère et l'éclat, in Collection Le Savoir suisse, Lausanne, Presses polytechniques et universitaires romandes, 2009.
- Suivez le guide invisible, photographie de Francis Hoffmann, Genève, Slatkine, 2009.
- Que savons-nous du monde ?, 2012, Zoé,  (ISBN 978-2-88182-867-6)
- Vertige de la force, 2016, Buschet/Chastel  (ISBN 978-2-283-02940-4)
- Exil et musique, 2018, Fayard/ Mirare  (ISBN 978-2-213-70557-6)
- Leonhard Euler - La clarté de l'esprit, 2018, Savoir suisse (Presses polytechniques et universitaires romandes)  (ISBN 978-2-88915-252-0)

### Traductions
- Georg Christoph Lichtenberg, Brouillons, édition intégrale des aphorismes, Lausanne, Noir sur Blanc, 3776 p., 2025  (ISBN 978-2-889-83024-4)[3].

## Distinctions
- 1980 : Prix Rambert pour Prague, L'Âge d'Homme, 1979
- 1987 : 
  - Grand Prix de la Fondation vaudoise pour la culture
  - Prix des auditeurs de la RTS pour Le dixième ciel, Julliard/L'Âge d'Homme, 1986[4]
- 1995 : Prix européen de l'essai Charles-Veillon pour Contre le nouvel obscurantisme. Éloge du progrès, Zoé, 1995
- 1999 : Prix Alpes-Jura pour Le train de la Chomo Lungma, Zoé, 1999
- 2002 : Prix Michel-Dentan pour L'énigme, Zoé, 2001
- 2011 : Prix Bibliomedia Suisse pour Un Véronèse, Zoé, 2010
- 2019 : Prix des écrivains vaudois, pour l'ensemble de son œuvre.